# Кубок Украинской ССР по футболу 1957
18-й розыгрыш Кубка УССР состоялся с 14 июля по 31 августа 1957 года. Участие принимали 28 команд. Обладателем Кубка стал одесский СКВО.

## 1/16 финала
| Город              | Команда                                  | Счёт | Команда                            |
| ------------------ | ---------------------------------------- | ---- | ---------------------------------- |
| Керчь              | «Металлург» (Камыш-Бурунский ЖРК, Керчь) | 5:1  | «Авангард» (Севастополь)           |
| Краматорск         | «Авангард» (Краматорск)                  | 3:1  | «Машиностроитель» (Запорожье)      |
| Одесса             | СКВО (Одесса)                            | 6:0  | «Строитель» (Николаев)             |
| Херсон             | «Спартак» (Херсон)                       | 8:0  | «Колхозник» (Черкассы)             |
| Сумы               | «Торпедо» (Сумы)                         | 1:2  | «Авангард» (Ворошиловград)         |
| Кировоград         | «Торпедо» (Кировоград)                   | 3:0  | «Машиностроитель» (Днепропетровск) |
| Берегово           | «Колхозник» (Берегово)                   | 2:1  | «Красное Знамя» (Львов)            |
| Калуш              | «Химик» (Калуш)                          | 4:0  | «Динамо» (Тернополь)               |
| Винница            | Команда Винницы                          | 2:5  | «Колхозник» (Ровно)                |
| Каменец-Подольский | «Буревестник» (Каменец-Подольский)       | 3:2  | Команда Луцка                      |
| Житомир            | Команда Житомира                         | 1:3  | Команда Прилук                     |
| Белая Церковь      | «Спартак» (Белая Церковь)                | 0:3  | «ДВРЗ» (Киев)                      |

## 1/8 финала
| Город         | Команда                                  | Счёт | Команда                            |
| ------------- | ---------------------------------------- | ---- | ---------------------------------- |
| Керчь         | «Металлург» (Камыш-Бурунский ЖРК, Керчь) | 1:3  | «Авангард» (Краматорск)            |
| Одесса        | СКВО (Одесса)                            | 5:0  | «Спартак» (Херсон)                 |
| Ворошиловград | «Авангард» (Ворошиловград)               | 0:0  | «Торпедо» (Кировоград)             |
| Ворошиловград | «Авангард» (Ворошиловград)               | 2:1  | «Торпедо» (Кировоград)             |
| Харьков       | «Торпедо» (Харьков)                      | 1:0  | «Локомотив» (Полтава)              |
| Берегово      | «Колхозник» (Берегово)                   | 2:3  | «Химик» (Калуш)                    |
| Черновцы      | «Буревестник» (Черновцы)                 | 2:4  | «Нефтяник» (Дрогобыч)              |
| Ровно         | «Колхозник» (Ровно)                      | 4:2  | «Буревестник» (Каменец-Подольский) |
| Прилуки       | Команда Прилук                           | 3:2  | «ДВРЗ» (Киев)                      |

## Четвертьфинал
| Город         | Команда                    | Счёт | Команда               |
| ------------- | -------------------------- | ---- | --------------------- |
| Краматорск    | «Авангард» (Краматорск)    | 1:3  | СКВО (Одесса)         |
| Ворошиловград | «Авангард» (Ворошиловград) | 0:4  | «Торпедо» (Харьков)   |
| Калуш         | «Химик» (Калуш)            | 2:1  | «Нефтяник» (Дрогобыч) |
| Ровно         | «Колхозник» (Ровно)        | 4:0  | Команда Прилук        |

## Полуфинал
| Город  | Команда         | Счёт | Команда             |
| ------ | --------------- | ---- | ------------------- |
| Одесса | СКВО (Одесса)   | 5:1  | «Торпедо» (Харьков) |
| Калуш  | «Химик» (Калуш) | 1:2  | «Колхозник» (Ровно) |

## Финал
| 31 августа 1957 года | \| СКВО Одесса \| 2:0 \| «Колхозник» Ровно \| | Киев              |
| СКВО: Каракозов, Метельский, Приймак, Елисеев, Мизерный, Шемелёв, Сулима, Свешников, Павлов, Першин, Теличко, Назаров, Каллис, Черкасский, Подлесный, Норов, Корнилов, Кострюков Гл. тренер: Сергей Шапошников |                                               |                   |
| СКВО Одесса | 2:0                                           | «Колхозник» Ровно |